# 播放時間跨度最長的電視動畫列表
此列表列出世界上播放時間跨度最長的30部電視動畫，包含了日本、英國、美國、加拿大、瑞士、中國等國家，其中以日本及美國最多。播出長度最長的海螺小姐獲得金氏世界紀錄「播放時間跨度最長的電視動畫」，其獎項的前得主是辛普森家庭。

## 電視動畫列表
| 排序 | 動畫名                     | 國家             | 開始播出日期   | 播放結束日期  | 跨度(截至2017年12月) | 備註  |
| ---- | -------------------------- | ---------------- | -------------- | ------------- | -------------------- | ----- |
| 1    | 海螺小姐                   | 日本             | 1969年10月5日  | 尚未結束      | 48年2個月            | [I]   |
| 2    | 哆啦A夢                    | 日本             | 1979年4月2日   | 尚未結束      | 38年8個月            | [II]  |
| 3    | 湯瑪士小火車               | 英國             | 1984年10月9日  | 尚未結束      | 33年2個月            |       |
| 4    | 小沙人                     | 德國             | 1959年11月22日 | 1989年3月31日 | 29年4個月又9天       |       |
| 5    | 麵包超人                   | 日本             | 1988年10月3日  | 尚未結束      | 29年2個月            |       |
| 6    | 辛普森家庭                 | 美國             | 1989年12月17日 | 尚未結束      | 28年                 | [III] |
| 7    | 櫻桃小丸子                 | 日本             | 1990年1月7日   | 尚未結束      | 27年11個月           |       |
| 8    | 蠟筆小新                   | 日本             | 1992年4月13日  | 尚未結束      | 25年8個月            |       |
| 9    | 忍者亂太郎                 | 日本             | 1993年4月10日  | 尚未結束      | 24年8個月            |       |
| 10   | 名偵探柯南                 | 日本             | 1996年1月8日   | 尚未結束      | 21年11個月           |       |
| 11   | 亞瑟小子 (電視動畫)        | 美國 加拿大      | 1996年11月7日  | 尚未結束      | 21年1個月            |       |
| 12   | 神奇寶貝                   | 日本             | 1997年4月1日   | 尚未結束      | 20年8個月            |       |
| 13   | ONE PIECE                  | 日本             | 1999年10月20日 | 尚未結束      | 20年5個月            |       |
| 14   | 南方四賤客                 | 美國             | 1997年8月13日  | 尚未結束      | 20年4個月            |       |
| 15   | 企鵝家族                   | 瑞士             | 1986年5月28日  | 2006年3月3日  | 19年9個月又3天       |       |
| 16   | 古昔日本傳聞               | 日本             | 1975年1月7日   | 1994年9月24日 | 19年8個月又17天      |       |
| 17   | 丸少爺                     | 日本             | 1998年10月5日  | 尚未結束      | 19年2個月            |       |
| 18   | 蓋酷家庭                   | 美國             | 1999年1月31日  | 尚未結束      | 18年11個月           |       |
| 19   | 親子俱樂部                 | 日本             | 1994年10月3日  | 2013年3月30日 | 18年5個月又27天      |       |
| 20   | 海綿寶寶                   | 美國             | 1999年5月1日   | 尚未結束      | 18年7個月            |       |
| 21   | 趣怪守護仙                 | 美國 加拿大 日本 | 2001年3月30日  | 尚未結束      | 16年9個月            |       |
| 22   | 飲料杯歷險記               | 美國             | 2000年12月30日 | 2015年8月30日 | 14年8個月            |       |
| 23   | 可愛巧虎島                 | 日本             | 1993年12月13日 | 2008年3月31日 | 14年3個月又18天      |       |
| 24   | 太空大俠之天上地下唯我是聽 | 美國             | 1994年4月15日  | 2008年5月31日 | 14年1個月又16天      |       |
| 25   | 愛探險的DORA               | 美國             | 2000年8月14日  | 2014年5月31日 | 13年9個月又17天      |       |
| 26   | 粉紅豬小妹                 | 英國             | 2004年5月31日  | 尚未結束      | 13年7個月            |       |
| 27   | 建築師巴布                 | 英國             | 1998年11月28日 | 2012年6月12日 | 13年6個月又14日      |       |
| 28   | 一家之主                   | 美國             | 1997年1月12日  | 2010年5月6日  | 13年3個月又24天      |       |
| 29   | 小淘氣                     | 美國             | 1991年8月11日  | 2004年8月1日  | 12年11個月又20天     |       |
| 30   | 胖阿爾與科斯比             | 美國             | 1972年9月9日   | 1985年8月10日 | 12年11個月又1天      |       |

## 備註
I  獲得金氏世界紀錄「播放時間跨度最長的電視動畫」
II 朝日電視台版本，包含大山羨代版與水田山葵版
III 原為氏世界紀錄「播放時間跨度最長的電視動畫」的得主，後被海螺小姐取代